# Шелагский
Шелагский — самый северный мыс Чукотки, омывается водами Восточно-Сибирского моря. Выдаётся в море на 9 км.

## Исторические сведения
Был открыт Семёном Дежнёвым в 1648 году (здесь разбился один из кочей экспедиции) и был назван мысом Первый Святой Нос.
В 1649 году сюда вероятно дошёл казачий десятник Михаил Стадухин, а его однофамилец Тарас Васильевич Стадухин — в 1660 году (по другим сведениям в 1700 году). Последний назвал мыс Великим Чукотским. В 1760-е годы здесь погиб купец Никита Шалауров.
Во время экспедиции Ф. П. Врангеля (1820—1824) было составлено описание мыса, согласно которому он состоит из высоких скал — «скалы сии состоят из мелкозернистого гранита, смешанного с зеленоватым шпатом, и тёмно-зеленой роговой бледной слюдою». Тогда же было утверждено современное название мыса от этнонима шелаги, вытесненного чукчами рода юкагиров, племени чуванцев, жившего в этом месте. Участник экспедиции Врангеля доктор А. Э. Кибер указывает, что шелаги ушли на восток от Шелагского мыса. А. А. Бурыкин считает интерпретацию шелагов как отдельного народа ошибочной и, что шелаги — это чукчи, жившие на реке Чаун.
Согласно записям Врангеля легендарные онкилоны занимали берег от Шелагского мыса до Берингова пролива.
Чукотское название мыса — Ерри или Ытрин. По-эскимоски мыс называется Эрри.

## Орнитофауна
На обрывистых берегах скалистого мыса Шелагского находятся рассеянные гнездования морских птиц — берингова баклана, крупных чаек и чистика.

## Хозяйственная деятельность
6 км к югу от мыса с 1934 по 1940 г действовала полярная гидрометеостанция «Мыс Шелагский», а на мысе навигационный световой знак Шелагский Западный.

## Авиакатастрофы
10 августа 1959 года на скалах мыса Шелагский разбился самолёт Ли-2 «Н-580/СССР-04242», выполнявший аэрофотосъёмку ледовой обстановки. В результате катастрофы из 10 человек, находившихся на борту погибло семеро.

## В литературе
В повести Булгарина «Правдоподобные небылицы» (1824) в будущем на Шелагском мысе будет построен город Надежин с собственным университетом.